# Seleção Galesa de Rugby Union
A Seleção Galesa de Rugby Union representa o País de Gales no nível mais alto do rugby union mundial.
Os galeses (também conhecidos como os dragons) competem anualmente no Campeonato das Seis Nações (onde possuem 23 títulos de campeões só perdendo para os ingleses), e a cada quatro anos, na Copa do Mundo. Em 1999, o Estádio Millennium, na capital Cardiff, recebeu alguns jogos do campeonato mundial.
Historicamente, o País de Gales possui uma das melhores equipes de rugby union do mundo, com a quase imbatível equipe dos anos 1970. Entretanto, após os maus resultados das duas décadas seguintes, acabaram com a reputação de equipe dos sonhos. Nos anos 2000 houve o resurgimento o que fez com que os dragons voltassem a serem vistos como parte integrante da elite do esporte.

## Uniforme
O País de Gales joga com uma camisa vermelha e branca carregando a pena do Príncipe de Gales (que simboliza a União Galesa de Rugby), meias vermelhas e calções brancos.
Em 2005, os uniformes passaram a ser produzidos pela Reebok com o patrocínio de uma marca de cerveja. Devido à legislação nacional anti álcool francesa, quando o time joga naquele país, tem de substituir a propaganda de "Brains"" para "Brawns"

## Jogadores atuais
| Atacantes: - Duncan Jones - Gethin Jenkins - Adam Rhys Jones - Rhys Thomas - Huw Bennett - Richard Hibbard - Matthew Rees - Luke Charteris - Ian Evans - Ian Gough - Alun Wyn Jones - Gareth Delve - Dafydd Jones - Alix Popham - Robin Sowden-Taylor - Gavin Thomas | Defensores: - Mike Phillips - Andy Williams - Nicky Robinson - James Hook - Jamie Robinson - Hal Luscombe - Matthew Watkins - Gavin Henson - Chris Czekaj - Shane Williams - Mark Jones - Lee Byrne |

## Campeonatos

### Seis Nações
Os galeses são os segundo maiores vencedores do Campeonato das Seis Nações, o último título foi ganhado em 2012.

Resumo da participação Seleção Galesa no Seis Nações
| Anno | Lugar | Vit. | Emp. | Der. | Pontos a favor | Pontos contra | Pontos +/- | Pontos |
| ---- | ----- | ---- | ---- | ---- | -------------- | ------------- | ---------- | ------ |
| 2000 | 4°    | 3    | 0    | 2    | 111            | 135           | −24        | 6      |
| 2001 | 4°    | 2    | 1    | 2    | 125            | 166           | −41        | 5      |
| 2002 | 5°    | 1    | 0    | 4    | 119            | 188           | −69        | 2      |
| 2003 | 6°    | 0    | 0    | 5    | 82             | 144           | -62        | 0      |
| 2004 | 4°    | 2    | 0    | 3    | 125            | 116           | 9          | 4      |
| 2005 | 1°    | 5    | 0    | 0    | 151            | 77            | 74         | 10     |
| 2006 | 5°    | 1    | 1    | 3    | 80             | 135           | −55        | 3      |
| 2007 | 5°    | 1    | 0    | 4    | 86             | 113           | −27        | 2      |
| 2008 | 1°    | 5    | 0    | 0    | 148            | 66            | 82         | 10     |
| 2009 | 4°    | 3    | 0    | 2    | 100            | 81            | 19         | 6      |
| 2010 | 4°    | 2    | 0    | 3    | 113            | 117           | −4         | 4      |
| 2011 | 4°    | 3    | 0    | 2    | 95             | 89            | 6          | 6      |
| 2012 | 1°    | 5    | 0    | 0    | 109            | 58            | 51         | 10     |

 Seis Nações Classificação Geral 
| Seleção       | Torneios disputados | Campeonatos vencidos | Vitórias compartilhadas | Tríplice Coroa | Grand Slams | Colher de pau |
| ------------- | ------------------- | -------------------- | ----------------------- | -------------- | ----------- | ------------- |
| Inglaterra    | 122                 | 28                   | 10                      | 25             | 13          | 25            |
| País de Gales | 124                 | 26                   | 11                      | 20             | 11          | 21            |
| Escócia       | 124                 | 15                   | 8                       | 10             | 3           | 33            |
| Irlanda       | 124                 | 14                   | 8                       | 11             | 3           | 36            |
| França        | 88                  | 17                   | 8                       | -              | 9           | 18            |
| Itália        | 19                  | 0                    | 0                       | -              | 0           | 13            |

NOTA: Atualizado após a edição de 2018

### Copa do Mundo
O melhor resultado que a seleção galesa já obteve foi o terceiro lugar na Copa do Mundo de 1987. Em 1999 o evento teve sede no País de Gales, mas a seleção local acabou sendo derrotando pelos australianos, em Cardiff.
| Resumo na Copa do mundo: = Vitória - Empate - Derrota |                |                            |                  |            |                |
| Ano                                                   | Lugar          | 1 Turno                    | Quartas-de-final | Semifinais | Terceiro lugar |
| 1987                                                  | Terceiro lugar | 13-6; 29-16; 40-9          | 16-3             | 6-49       | 22-21          |
| 1991                                                  | 11°            | 13-16; 16-7; 3-38          |                  |            |                |
| 1995                                                  | 9°             | 57-10; 9-34; 23-24         |                  |            |                |
| 1999                                                  | 7°             | 23-18; 64-15; 31-38;       | 9-24             |            |                |
| 2003                                                  | 7°             | 41-10; 6-68; 27-20; 19-14  | 17-28            |            |                |
| 2007                                                  | 9°             | 47-12; 20-32; 72-18; 34-38 |                  |            |                |
| 2011                                                  | 4°             | 16-17; 17-10; 81-7; 66-0   | 22-10            | 8-9        | 18-21          |
| 2015                                                  | 8°             | 54–9; 28-17; 23–13; 6–15   | 23-19            |            |                |